# Maurice Houyoux

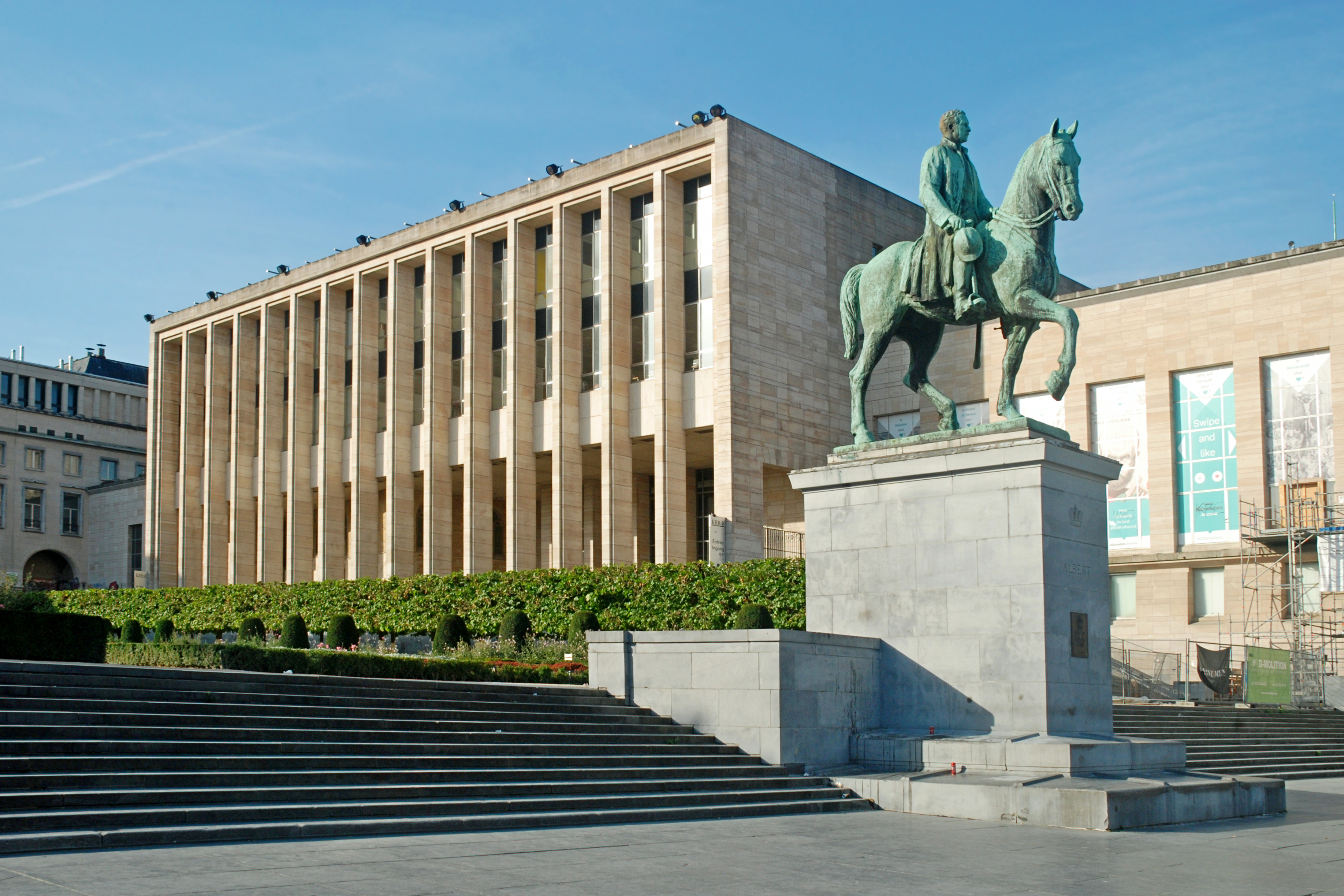
Koninklijke Bibliotheek in Brussel

Maurice Houyoux (15 november 1903, Brussel - 11 februari 1960, Brussel) is een Belgische  architect, die een van de protagonisten van de monumentale architectuur in België was.

## Biografie
Op 34-jarige leeftijd zou hij op het toppunt van zijn roem staan, met de bouw van het architecturale complex op de Kunstberg. Hij zou ook verscheidene gebouwen ontwerpen in het naoorlogse Belgisch-Congo. Hij was getrouwd met de dochter van architect Joseph Diongre en zou met zijn schoonvader samenwerken aan enkele gebouwen.

## Realisaties
- 1954-1969 architecturaal complex op de Kunstberg[4] samen met Jules Ghobert, waaronder:
  - het Congrespaleis
  - het Dynastiepaleis
  - de Koninklijke Bibliotheek van België (Albertina)